# Regni hausa

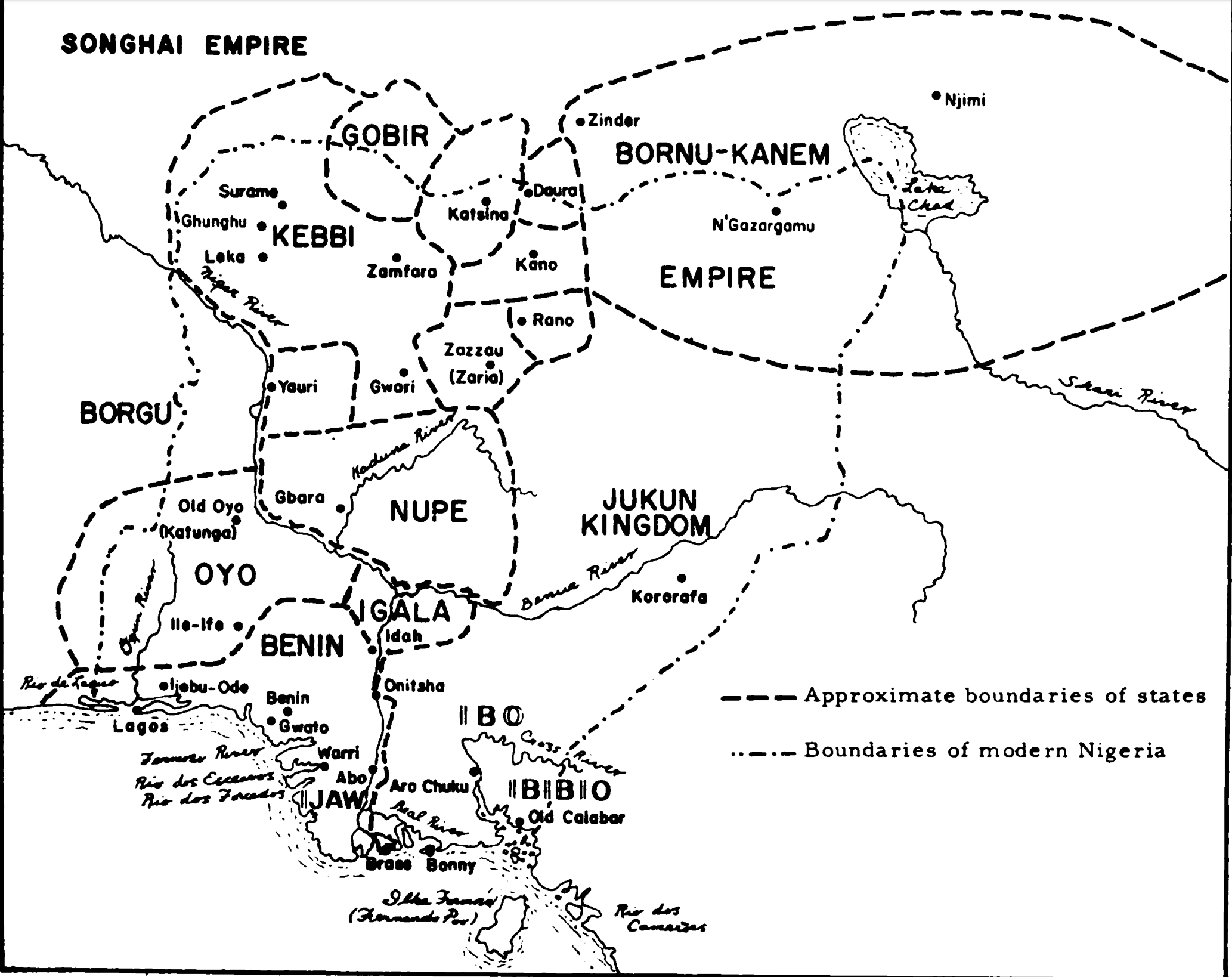
i regni hausa e gli stati confinanti nel XVI secolo

I regni hausa, noti anche come città-stato hausa o con l'espressione inglese hausaland erano una serie di stati governati dal popolo hausa, che fiorirono tra il fiume Niger e il lago Ciad, nell'attuale Nigeria settentrionale, all'incirca tra il IX e il XIX secolo.
I principali regni hausa erano sette:
- Daura
- Kano
- Katsina
- Zaria (Zazzau)
- Gobir
- Rano
- Hadejia (Biram)

Fin dall'inizio della storia hausa, i sette stati si caratterizzarono per differenze nella produzione e le attività lavorative in base alla loro posizione e alle risorse naturali. Kano e Rano erano noti come i "capi dell'indaco", in riferimento al principale colorante del cotone. Il cotone cresceva facilmente nelle grandi pianure di questi stati e divennero i principali produttori di stoffa, tessendola e tingendola prima di inviarla in carovane agli altri stati hausa e alle vaste regioni esterne. Biram era la sede originaria del governo, mentre Zaria forniva manodopera ed era noto come il "capo degli schiavi". Katsina e Daura erano i "capi del mercato", poiché la loro posizione geografica garantiva loro un accesso diretto alle carovane che attraversavano il deserto da nord. Infine Gobir, situato a ovest, era il "capo della guerra" ed era principalmente responsabile della protezione dell'impero dall'espansionismo degli imperi saheliani situati a occidente. Sebbene i 7 stati hausa condividessero la stessa discendenza, lingua e cultura, erano caratterizzati da feroci rivalità tra loro, con ogni stato che cercava la supremazia sugli altri. Si facevano costantemente guerra a vicenda e spesso collaboravano con gli invasori a scapito dei loro stati fratelli, ostacolando la loro forza collettiva.
Oltre ai sette regni principali, la tradizione ne aggiungeva altrettanti, nei quali l'etnia hausa era presente ma non dominante:
- Zamfara
- Kebbi
- Yauri
- Gwari
- Kwararafa
- Nupe
- Ilorin

## Mitologia
Secondo la tradizione orale hausa, i regni furono fondati dai figli e nipoti dell'eroe culturale Bayajidda, un principe originario di Baghdad che, provenendo dal regno del Bornu, giunse a Daura dove sposò la locale regina Daurama, e annunciò la fine della monarchia matriarcale che aveva governato in passato il popolo Hausa. Secondo la versione più famosa della storia, quando arrivò a Daura, andò a casa di una vecchia e le chiese di dargli dell'acqua, ma lei gli raccontò la situazione difficile della terra, come l'unico pozzo di Daura, chiamato Kusugu, fosse abitato da un serpente chiamato Sarki, che consentiva ai cittadini di Daura di andare a prendere l'acqua solo il venerdì. Bayajidda uccise Sarki e per quello che aveva fatto la regina lo sposò per il suo coraggio. Dopo il suo matrimonio con la regina la gente iniziò a chiamarlo "Bayajidda" che significa "prima non capiva (la lingua)". Dalla regina di Daura, Bayajidda ebbe un figlio chiamato Bawo, un altro chiamato Biram da una principessa del Bornu, e un altro ancora, Karbagari, dalla suo amante Gwari, una schiava. Si dice che Bawo succedette al padre e ebbe a sua volta sei figli che divennero i governanti di Daura, Katsina, Zazzau, Gobir, Kano e Rano. Questi, insieme a Biram, che era governato dal figlio di Bayajidda e della principessa del Bornu, formarono gli "Hausa Bakwai", ovvero i "sette hausa". Tuttavia, Karbagari, il figlio della schiava Gwari, ebbe anche lui sette figli che governarono Kebbi, Zamfara, Gwari, Kwararafa, Ilorin, Nupe e Yauri, che sono indicati in questa tradizione come "Hausa Banza" o "bastardi hausa"

## Storia

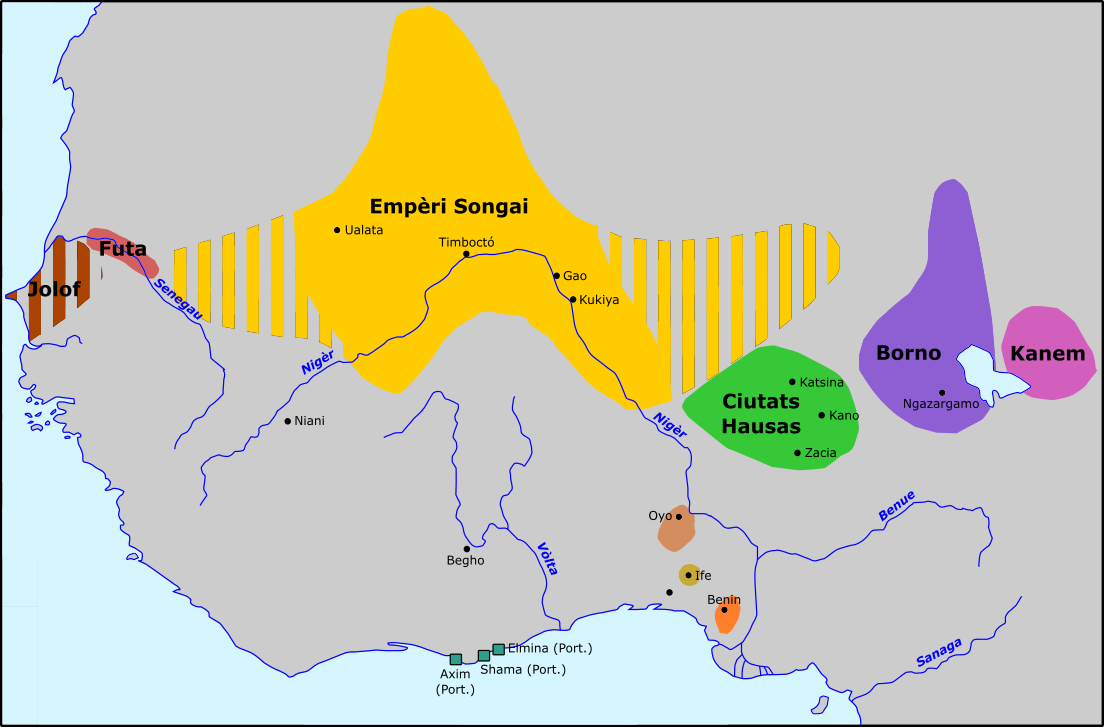
il territorio hausa (in verde) e gli stati confinanti nel XV secolo

L'Hausaland si trovava tra i regni sudanesi occidentali dell'Antico Ghana, del Mali e del Songhai e i regni sudanesi orientali del Kanem-Bornu. L'Hausaland prese forma come regione politica e culturale durante il primo millennio d.C. come risultato dell'espansione verso ovest dei popoli hausa. Arrivarono nell'Hausaland quando il terreno si stava convertendo da foresta pluviale a savana. Iniziarono a coltivare cereali, il che portò a un surplus agricolo e quindi a un aumento della popolazione. 
I regni Hausa sono menzionati per la prima volta da Ya'qubi nel IX secolo, e nel XV secolo erano fiorenti centri commerciali in competizione con l'Impero Kanem-Bornu e l'Impero del Mali. Le esportazioni principali erano schiavi, pellame, oro, tessuti, sale, noci di cola e henné. In vari momenti della loro storia, gli Hausa riuscirono a stabilire un controllo centrale sui loro stati, ma tale unità si rivelò sempre di breve durata. Nell'XI secolo le conquiste avviate da Gijimasu di Kano culminarono nella nascita della prima nazione hausa unita. Durante il regno del re Yaji I (1349–85) l'Islam fu introdotto per la prima volta a Kano. Molti commercianti e chierici musulmani provenivano dal Mali, dalla regione del Volta e in seguito dal Songhai. Il re Yaji nominò un qadi e un imam come parte dell'amministrazione statale. Muhammad Rumfa (1463–99) costruì moschee e madrasse. Incaricò inoltre Muhammad al-Maghili di scrivere un trattato sul governo musulmano. Molti altri studiosi furono portati da Egitto, Tunisia e Marocco.
Ciò trasformò Kano in un centro di studi musulmani. L'islamizzazione facilitò l'espansione del commercio e fu la base di una rete commerciale allargata. Gli 'ulama fornirono supporto legale, garanzie, salvacondotti, presentazioni e molti altri servizi. Entro la fine del quindicesimo secolo, Muhammad al-Korau, un chierico, prese il controllo di Katsina dichiarandosi re. Gli 'Ulama furono in seguito portati dal Nord Africa e dall'Egitto per risiedere a Katsina. Una classe di 'Ulama emerse sotto il patrocinio reale. I governanti Hausa osservarono il Ramadan, costruirono moschee, mantennero le cinque preghiere obbligatorie e diedero l'elemosina (zakat) ai poveri. Ibrahim Maje (1549-66) fu un riformatore islamico e istituì la legge sul matrimonio islamico a Katsina. Generalmente l'Hausaland rimase però divisa tra l'élite urbana cosmopolita musulmana e le comunità rurali animiste locali. Durante questo periodo di tempo, Leone l'Africano menziona brevemente nel suo libro Descrittione dell’Africa descrizioni dello stato politico ed economico dell'Hausaland durante quel periodo, sebbene non si sappia se lo abbia effettivamente visitato; in quel periodo l'Hausaland sembra essere stato per lo più uno stato tributario dei Songhai poiché nella sua descrizione dello Zamfara commenta che "il loro re fu massacrato dagli Askia e loro stessi resi tributari" e lo stesso si dice per il resto della regione.
Nonostante una crescita relativamente costante dal XV al XVIII secolo, gli stati erano vulnerabili a causa di continue guerre interne ed esterne. Nel XVIII secolo, erano economicamente e politicamente esausti. Le carestie divennero molto comuni durante questo periodo e i sultani imposero pesanti tasse per finanziare le loro guerre. Sebbene la stragrande maggioranza dei suoi abitanti fosse musulmana, nel XIX secolo Usman dan Fodio avviò nell'area una guerra santa contro il sincretismo religioso e le ingiustizie sociali, e nel 1808 gli stati hausa furono conquistati e incorporati nel Califfato di Sokoto Hausa-Fulani.